# Pontypool
Pontypool is een stad in (en hoofdstad van) het Welshe graafschap Torfaen.
Pontypool telt 35.447 inwoners.

## Bereikbaarheid
Nabij Pontypool ligt het spoorwegstation Station Pontypool and New Inn.
Over de weg is Pontypool te bereiken via de A4042, dat Newport verbindt met Abergavenny.

## Bezienswaardigheden
- Torfaen Museum

## Geboren
- Thomas Barker (1769-1847), kunstschilder
- James Dean Bradfield (1969), zanger en gitarist
- Lee Dainton (1973), bedenker van en acteur in de televisieserie Dirty Sanchez (2003-2007)
- Luke Evans (1979), acteur
- Richard Herbert (1972-2012), darter
- Roy Jenkins (1920-2003), voorzitter van de Europese Commissie (1977-1981)
- Sean Moore (1968), drummer
- Eben Upton (1978), informaticus en manager